# Lijst van gemeentelijke monumenten in Zaltbommel (gemeente)
De gemeente Zaltbommel heeft 268 gemeentelijke monumenten. Hieronder een overzicht. 

## Aalst
De plaats Aalst kent 16 gemeentelijke monumenten:
| Object                                           | Bouwjaar      | Architect | Locatie                | Coördinaten                  | Nr.        | Afbeelding                        |
| ------------------------------------------------ | ------------- | --------- | ---------------------- | ---------------------------- | ---------- | --------------------------------- |
|                                                  |               |           | Donkerstraat 2         | 51° 47' 1" NB, 5° 7' 24" OL  | 0297/WN001 |                                   |
| Bakhuisje                                        |               |           | Dorpsstraat 4          | 51° 46' 59" NB, 5° 7' 23" OL | 0297/WN002 | Bakhuisje                         |
|                                                  |               |           | Dorpsstraat 18-18b     | 51° 46' 58" NB, 5° 7' 29" OL | 0297/WN003 |                                   |
| Hooiberg                                         |               |           | Dorpsstraat bij 18a    | 51° 46' 57" NB, 5° 7' 30" OL | 0297/WN004 | Hooiberg                          |
|                                                  |               |           | Hambloksestraat 46-46a | 51° 46' 53" NB, 5° 7' 50" OL | 0297/WN005 |                                   |
| Steenbakkerij/stoeterij op camping De Rietschoof |               |           | Maasdijk 15            | 51° 46' 35" NB, 5° 7' 43" OL | 0297/WN006 | Meer afbeeldingen                 |
| Woonhuis                                         | circa 1800    |           | Maasdijk 30            | 51° 46' 25" NB, 5° 8' 17" OL | 0297/WN007 | Woonhuis                          |
| Pastorie                                         | 1854          |           | Maasdijk 67            | 51° 46' 50" NB, 5° 7' 25" OL | 0297/WN008 | Pastorie                          |
| Boerderij                                        | circa 1880    |           | Maasdijk 81            | 51° 46' 55" NB, 5° 7' 22" OL | 0297/WN009 | Boerderij                         |
|                                                  |               |           | Maasdijk 85            | 51° 46' 56" NB, 5° 7' 21" OL | 0297/WN010 |                                   |
| Hooiberg                                         | circa 1851    |           | Maasdijk bij 89        | 51° 46' 58" NB, 5° 7' 19" OL | 0297/WN011 | Meer afbeeldingen                 |
| Woonhuis met bakkerij                            | 1911 na brand |           | Maasdijk 95-97         | 51° 46' 60" NB, 5° 7' 18" OL | 0297/WN012 | Woonhuis met bakkerij             |
| Uitwateringssluis Drielsche Sluis                | ca. 1840      |           | Maasdijk bij 97        | 51° 46' 59" NB, 5° 7' 19" OL | 0297/WN268 | Uitwateringssluis Drielsche Sluis |
|                                                  |               |           | Maasdijk 112           | 51° 46' 57" NB, 5° 7' 21" OL | 0297/WN013 |                                   |
| Boerderij                                        | 1911 na brand |           | Maasdijk 116           | 51° 47' 0" NB, 5° 7' 19" OL  | 0297/WN014 | Upload foto                       |
| Boerderij                                        | 1911 na brand |           | Maasdijk 118           | 51° 47' 2" NB, 5° 7' 19" OL  | 0297/WN015 | Boerderij                         |

## Bern
De plaats Bern kent 1 gemeentelijk monument:
| Object                     | Bouwjaar   | Architect | Locatie           | Coördinaten                   | Nr.        | Afbeelding        |
| -------------------------- | ---------- | --------- | ----------------- | ----------------------------- | ---------- | ----------------- |
| Gemaal in Neogotisch stijl | circa 1920 |           | Bergse Maasdijk 1 | 51° 44' 47" NB, 5° 10' 60" OL | 0297/WN016 | Meer afbeeldingen |

## Brakel
De plaats Brakel kent 25 gemeentelijke monumenten:
| Object                      | Bouwjaar    | Architect | Locatie                               | Coördinaten                  | Nr.        | Afbeelding                  |
| --------------------------- | ----------- | --------- | ------------------------------------- | ---------------------------- | ---------- | --------------------------- |
| Woonhuis                    | circa 1840  |           | Burgemeester Posweg 6                 | 51° 49' 12" NB, 5° 5' 54" OL | 0297/WN017 | Woonhuis                    |
| Woonhuis                    | circa 1840  |           | Burgemeester Posweg 8                 | 51° 49' 12" NB, 5° 5' 53" OL | 0297/WN018 | Woonhuis                    |
| Woonhuis met bedrijfsruimte | circa 1840  |           | Burgemeester Posweg 10                | 51° 49' 12" NB, 5° 5' 52" OL | 0297/WN019 | Woonhuis met bedrijfsruimte |
| Hooiberg                    | circa 1820  |           | Burgemeester Posweg bij 17            | 51° 49' 11" NB, 5° 5' 43" OL | 0297/WN020 | Hooiberg                    |
| Dorpspomp                   |             |           | Burgemeester Posweg t.h.v. Gortstraat | 51° 49' 12" NB, 5° 5' 44" OL | 0297/WN021 | Meer afbeeldingen           |
|                             |             |           | Dwarssteeg 3                          | 51° 49' 9" NB, 5° 5' 55" OL  | 0297/WN022 |                             |
| Hooiberg                    |             |           | Flegelstraat bij 1                    | 51° 49' 10" NB, 5° 5' 41" OL | 0297/WN023 | Hooiberg                    |
| Woonhuis                    | circa 1830  |           | Gortstraat 1                          | 51° 49' 14" NB, 5° 5' 44" OL | 0297/WN024 | Woonhuis                    |
| Woonhuis                    | circa 1900  |           | Janstraat 6                           | 51° 49' 4" NB, 5° 5' 28" OL  | 0297/WN025 | Woonhuis                    |
| Boerderij                   | 1911        |           | Kooihoek 2 Waaldijk 99c               | 51° 49' 16" NB, 5° 5' 38" OL | 0297/WN026 | Boerderij                   |
| Mansveldergemaal            |             |           | Nieuwendijk 7                         | 51° 47' 57" NB, 5° 3' 46" OL | 0297/WN027 | Mansveldergemaal            |
| Woonhuis                    | 1911        |           | Waaldijk 65                           | 51° 49' 13" NB, 5° 5' 54" OL | 0297/WN028 | Woonhuis                    |
| Woonhuis                    | circa 1870  |           | Waaldijk 67                           | 51° 49' 13" NB, 5° 5' 53" OL | 0297/WN029 | Woonhuis                    |
|                             |             |           | Waaldijk 91                           | 51° 49' 15" NB, 5° 5' 47" OL | 0297/WN030 |                             |
|                             |             |           | Waaldijk 95                           | 51° 49' 15" NB, 5° 5' 45" OL | 0297/WN031 |                             |
| Woonhuis                    | 1911        |           | Waaldijk 97                           | 51° 49' 15" NB, 5° 5' 43" OL | 0297/WN032 | Woonhuis                    |
|                             |             |           | Waaldijk 99                           | 51° 49' 16" NB, 5° 5' 42" OL | 0297/WN033 |                             |
| Woonhuis                    | 1912        |           | Waaldijk 101                          | 51° 49' 16" NB, 5° 5' 34" OL | 0297/WN034 | Woonhuis                    |
| Boerderij 't Ooijevaarsnest | circa 1850  |           | Waaldijk 137                          | 51° 49' 15" NB, 5° 5' 19" OL | 0297/WN035 | Upload foto                 |
| Boerderij                   | 1915        |           | Waaldijk 145                          | 51° 49' 18" NB, 5° 5' 21" OL | 0297/WN036 | Boerderij                   |
|                             |             |           | Waaldijk 147                          | 51° 49' 19" NB, 5° 5' 18" OL | 0297/WN037 |                             |
| Hooiberg                    | circa 1890  |           | Waaldijk bij 157                      | 51° 49' 22" NB, 5° 5' 13" OL | 0297/WN038 | Hooiberg                    |
| Woonhuis                    | circa 1830  |           | Waaldijk 163                          | 51° 49' 24" NB, 5° 5' 11" OL | 0297/WN039 | Woonhuis                    |
| Woonhuis                    | circa 1730  |           | Waaldijk 165                          | 51° 49' 24" NB, 5° 5' 11" OL | 0297/WN040 | Meer afbeeldingen           |
| Grenspaal                   | circa 1860? |           | Waaldijk ong                          | 51° 49' 7" NB, 5° 6' 1" OL   | 0297/WN041 | Meer afbeeldingen           |

## Bruchem
De plaats Bruchem kent 19 gemeentelijke monumenten:
| Object                                     | Bouwjaar   | Architect     | Locatie            | Coördinaten                   | Nr.        | Afbeelding  |
| ------------------------------------------ | ---------- | ------------- | ------------------ | ----------------------------- | ---------- | ----------- |
| Boerderij                                  | circa 1930 |               | Dorpsstraat 8      | 51° 47' 16" NB, 5° 14' 17" OL | 0297/WN042 | Upload foto |
| Woonhuis                                   | 1917       |               | Dorpsstraat 21     | 51° 47' 21" NB, 5° 14' 5" OL  | 0297/WN043 | Upload foto |
| Transformatorhuisje in Haagse School stijl | circa 1930 | Gratama, J. ? | Dorpsstraat 22     | 51° 47' 22" NB, 5° 14' 9" OL  | 0297/WN044 | Upload foto |
| Boerderij                                  | circa 1850 |               | Molenstraat 1      | 51° 47' 20" NB, 5° 13' 53" OL | 0297/WN045 | Upload foto |
| Boerderij                                  | 1864       |               | Molenstraat 7      | 51° 47' 17" NB, 5° 13' 55" OL | 0297/WN046 | Upload foto |
|                                            |            |               | Molenstraat 7a     | 51° 47' 14" NB, 5° 13' 54" OL | 0297/WN047 | Upload foto |
| Boerderij                                  | circa 1850 |               | Molenstraat 15     | 51° 47' 10" NB, 5° 13' 50" OL | 0297/WN048 | Upload foto |
| Woonhuis;postkantoor                       | circa 1890 |               | Molenstraat 18     | 51° 47' 7" NB, 5° 13' 39" OL  | 0297/WN049 | Upload foto |
|                                            |            |               | Molenstraat 22     | 51° 47' 5" NB, 5° 13' 36" OL  | 0297/WN050 | Upload foto |
|                                            |            |               | Molenstraat 24     | 51° 47' 4" NB, 5° 13' 35" OL  | 0297/WN051 | Upload foto |
| Woonhuis;winkel- en bedrijfspand           | circa 1860 |               | Peperstraat 29     | 51° 47' 14" NB, 5° 14' 29" OL | 0297/WN052 | Upload foto |
| Woonhuis                                   | circa 1860 |               | Peperstraat 30     | 51° 47' 14" NB, 5° 14' 25" OL | 0297/WN053 | Upload foto |
| Woonhuis;School                            | circa 1880 |               | Peperstraat 32     | 51° 47' 13" NB, 5° 14' 24" OL | 0297/WN054 | Upload foto |
| Woonhuis                                   | circa 1870 |               | Peperstraat 34     | 51° 47' 8" NB, 5° 14' 20" OL  | 0297/WN055 | Upload foto |
| Hallenhuisboerderij                        | circa 1880 |               | Peperstraat 37     | 51° 47' 9" NB, 5° 14' 25" OL  | 0297/WN056 | Upload foto |
| Hooiberg                                   | circa 1880 |               | Peperstraat bij 37 | 51° 47' 9" NB, 5° 14' 25" OL  | 0297/WN057 | Upload foto |
| Boerderij                                  | circa 1880 |               | Peperstraat 39     | 51° 47' 6" NB, 5° 14' 22" OL  | 0297/WN058 | Upload foto |
| Boerderij                                  | 1865       |               | Peperstraat 41     | 51° 47' 5" NB, 5° 14' 19" OL  | 0297/WN059 | Upload foto |
|                                            |            |               | Vreedstraat 19-21  | 51° 47' 6" NB, 5° 13' 47" OL  | 0297/WN060 | Upload foto |

## Delwijnen
De plaats Delwijnen kent 2 gemeentelijke monumenten:
| Object    | Bouwjaar   | Architect | Locatie                | Coördinaten                   | Nr.        | Afbeelding |
| --------- | ---------- | --------- | ---------------------- | ----------------------------- | ---------- | ---------- |
| Boerderij | circa 1850 |           | Delwijnsekade 12       | 51° 46' 3" NB, 5° 11' 12" OL  | 0297/WN061 | Boerderij  |
| Dorpspomp | circa 1920 |           | Delwijnsestraat bij 34 | 51° 46' 14" NB, 5° 11' 17" OL | 0297/WN062 | Dorpspomp  |

## Gameren
De plaats Gameren kent 24 gemeentelijke monumenten:
| Object                                      | Bouwjaar   | Architect                   | Locatie           | Coördinaten                   | Nr.        | Afbeelding                                  |
| ------------------------------------------- | ---------- | --------------------------- | ----------------- | ----------------------------- | ---------- | ------------------------------------------- |
| Boerderij                                   | circa 1860 |                             | Beemstraat 24-26  | 51° 48' 11" NB, 5° 12' 35" OL | 0297/WN063 | Upload foto                                 |
| Boerderij                                   | circa 1860 |                             | Beemstraat 28     | 51° 48' 12" NB, 5° 12' 39" OL | 0297/WN064 | Upload foto                                 |
| Boerderij                                   | 1866       |                             | Beemstraat 48     | 51° 48' 15" NB, 5° 12' 57" OL | 0297/WN065 | Upload foto                                 |
| Boerderij                                   | circa 1860 |                             | Beemstraat 88     | 51° 48' 17" NB, 5° 13' 13" OL | 0297/WN066 | Upload foto                                 |
| Hervormde kerk                              | 1954       | Mensink, J.G.               | Delkant 1         | 51° 48' 6" NB, 5° 12' 21" OL  | 0297/WN067 | Meer afbeeldingen                           |
|                                             |            |                             | Delkant 5         | 51° 48' 6" NB, 5° 12' 17" OL  | 0297/WN068 | Meer afbeeldingen                           |
| Boerderij De Ploegnagel                     | 1868       |                             | Delkant 7         | 51° 48' 8" NB, 5° 12' 19" OL  | 0297/WN069 | Boerderij De Ploegnagel                     |
| Pastorie                                    | 1939       |                             | Delkant 9         | 51° 48' 10" NB, 5° 12' 22" OL | 0297/WN070 | Pastorie                                    |
|                                             |            |                             | Delkant 12        | 51° 48' 6" NB, 5° 12' 23" OL  | 0297/WN071 |                                             |
|                                             |            |                             | Delkant 14        | 51° 48' 6" NB, 5° 12' 23" OL  | 0297/WN072 |                                             |
| Boerderij                                   | circa 1880 |                             | Delkant 16        | 51° 48' 7" NB, 5° 12' 23" OL  | 0297/WN073 | Meer afbeeldingen                           |
| Hooiberg                                    | circa 1880 |                             | Delkant bij 16    | 51° 48' 7" NB, 5° 12' 23" OL  | 0297/WN074 | Meer afbeeldingen                           |
| Boerderij                                   | circa 1880 |                             | Delkant 18        | 51° 48' 7" NB, 5° 12' 24" OL  | 0297/WN075 | Boerderij                                   |
|                                             |            |                             | Hendrikstraat 2   | 51° 48' 1" NB, 5° 11' 43" OL  | 0297/WN076 |                                             |
| Boerderij                                   | circa 1880 |                             | Nieuwstraat 3     | 51° 47' 59" NB, 5° 11' 39" OL | 0297/WN077 | Boerderij                                   |
| Pastorie en Gereformeerde kerk              | circa 1900 |                             | Ouwelsestraat 6-8 | 51° 47' 59" NB, 5° 12' 24" OL | 0297/WN078 | Meer afbeeldingen                           |
|                                             |            |                             | Ridderstraat 5    | 51° 48' 3" NB, 5° 12' 8" OL   | 0297/WN079 |                                             |
| Boerderij De Spiegelhof                     | circa 1860 |                             | Ridderstraat 6    | 51° 48' 6" NB, 5° 12' 1" OL   | 0297/WN080 | Meer afbeeldingen                           |
| Boerderij                                   | circa 1850 |                             | Ridderstraat 11   | 51° 48' 3" NB, 5° 12' 5" OL   | 0297/WN081 | Boerderij                                   |
| Dijkkeermuur en trap                        |            |                             | Waalbandijk bij 3 | 51° 48' 11" NB, 5° 12' 22" OL | 0297/WN082 | Meer afbeeldingen                           |
| Gemeentehuis, voormalige Hervormde pastorie | 1850       |                             | Waalbandijk 5     | 51° 48' 11" NB, 5° 12' 20" OL | 0297/WN083 | Gemeentehuis, voormalige Hervormde pastorie |
| Boerderij;bakkerij                          | circa 1850 |                             | Waalbandijk 11    | 51° 48' 11" NB, 5° 11' 52" OL | 0297/WN084 | Meer afbeeldingen                           |
| Transformatorhuis in Haagse School stijl    | circa 1930 | Gratama, J. en G. Versteeg? | Waalbandijk 34    | 51° 48' 11" NB, 5° 12' 22" OL | 0297/WN085 | Transformatorhuis in Haagse School stijl    |
| Woonhuis                                    | circa 1850 |                             | Waalbandijk 36    | 51° 48' 11" NB, 5° 12' 20" OL | 0297/WN086 | Woonhuis                                    |

## Kerkwijk
De plaats Kerkwijk kent 9 gemeentelijke monumenten:
| Object                                           | Bouwjaar   | Architect | Locatie               | Coördinaten                   | Nr.        | Afbeelding                                       |
| ------------------------------------------------ | ---------- | --------- | --------------------- | ----------------------------- | ---------- | ------------------------------------------------ |
| Woonhuis                                         | circa 1920 |           | Aalderwijksestraat 2  | 51° 46' 29" NB, 5° 13' 5" OL  | 0297/WN087 | Woonhuis                                         |
| Pastorie Pro Rege, voormalige onderwijzerswoning | circa 1880 |           | Aalderwijksestraat 14 | 51° 46' 31" NB, 5° 13' 12" OL | 0297/WN088 | Pastorie Pro Rege, voormalige onderwijzerswoning |
| Boerderij                                        | circa 1850 |           | Achterstraat 6        | 51° 46' 28" NB, 5° 13' 1" OL  | 0297/WN089 | Boerderij                                        |
| Boerderij                                        | circa 1850 |           | Delwijnsestraat 5     | 51° 46' 25" NB, 5° 12' 32" OL | 0297/WN090 | Boerderij                                        |
| Woonhuis                                         | circa 1850 |           | Delwijnsestraat 16    | 51° 46' 30" NB, 5° 12' 39" OL | 0297/WN091 | Woonhuis                                         |
| Boerderij                                        | 1857       |           | Hogenhofstraat 3      | 51° 46' 25" NB, 5° 12' 45" OL | 0297/WN092 | Boerderij                                        |
| Boerderij                                        | circa 1880 |           | Kruisstraat 1         | 51° 46' 22" NB, 5° 12' 49" OL | 0297/WN093 | Boerderij                                        |
| Boerderij                                        | circa 1880 |           | Kruisstraat 3         | 51° 46' 22" NB, 5° 12' 48" OL | 0297/WN094 | Boerderij                                        |
| Boerderij                                        | circa 1900 |           | Walderweg 3           | 51° 46' 25" NB, 5° 12' 51" OL | 0297/WN095 | Boerderij                                        |

## Nederhemert
De plaats Nederhemert kent 24 gemeentelijke monumenten:
| Object                             | Bouwjaar   | Architect | Locatie           | Coördinaten                   | Nr.        | Afbeelding                         |
| ---------------------------------- | ---------- | --------- | ----------------- | ----------------------------- | ---------- | ---------------------------------- |
| Woonhuis                           | circa 1880 |           | De Hophoven 3     | 51° 45' 44" NB, 5° 10' 8" OL  | 0297/WN096 | Woonhuis                           |
| Schuur-smederij                    | circa 1880 |           | De Hophoven bij 3 | 51° 45' 44" NB, 5° 10' 8" OL  | 0297/WN097 | Schuur-smederij                    |
| Woonhuis                           | circa 1900 |           | Kapelstraat 1-1a  | 51° 45' 46" NB, 5° 10' 9" OL  | 0297/WN098 | Woonhuis                           |
| Woonhuis                           | 1937       |           | Kapelstraat 2     | 51° 45' 46" NB, 5° 10' 12" OL | 0297/WN099 | Woonhuis                           |
| Boerderij Het Hooghuis             | circa 1850 |           | Kapelstraat 24    | 51° 45' 56" NB, 5° 10' 14" OL | 0297/WN100 | Upload foto                        |
|                                    |            |           | Kasteellaan 6     | 51° 45' 9" NB, 5° 9' 4" OL    | 0297/WN101 | Meer afbeeldingen                  |
| Woonhuis;Pastorie Huize Wielestein | circa 1890 |           | Kasteellaan 8-8a  | 51° 45' 4" NB, 5° 8' 56" OL   | 0297/WN102 | Woonhuis;Pastorie Huize Wielestein |
|                                    |            |           | Kasteellaan 9     | 51° 45' 5" NB, 5° 9' 2" OL    | 0297/WN103 |                                    |
|                                    |            |           | Kerkplein 6       | 51° 45' 45" NB, 5° 10' 7" OL  | 0297/WN104 |                                    |
| Woonhuis                           | circa 1850 |           | Maasdijk 8        | 51° 45' 46" NB, 5° 10' 22" OL | 0297/WN105 | Meer afbeeldingen                  |
| Boerderij                          | circa 1880 |           | Maasdijk 12       | 51° 45' 45" NB, 5° 10' 18" OL | 0297/WN106 | Boerderij                          |
| Schuur-bedrijfsruimte              | circa 1880 |           | Maasdijk 12a      | 51° 45' 45" NB, 5° 10' 18" OL | 0297/WN107 | Schuur-bedrijfsruimte              |
| Hooiberg                           | circa 1880 |           | Maasdijk 12a      | 51° 45' 45" NB, 5° 10' 18" OL | 0297/WN108 | Hooiberg                           |
| Woonhuis                           | circa 1900 |           | Maasdijk 14       | 51° 45' 45" NB, 5° 10' 15" OL | 0297/WN109 | Woonhuis                           |
| Hallenhuisboerderij                | 1861       |           | Maasdijk 16       | 51° 45' 45" NB, 5° 10' 12" OL | 0297/WN110 | Hallenhuisboerderij                |
| Schuurberg                         | 1861       |           | Maasdijk bij 16   | 51° 45' 45" NB, 5° 10' 13" OL | 0297/WN111 | Schuurberg                         |
| Boerderij                          | circa 1880 |           | Maasdijk 26       | 51° 45' 43" NB, 5° 10' 4" OL  | 0297/WN112 | Boerderij                          |
| Molenaarswoning                    | 1862?      |           | Maasdijk 42       | 51° 45' 38" NB, 5° 9' 45" OL  | 0297/WN113 | Upload foto                        |
| Krukhuisboerderij                  | 1839       |           | Maasdijk 48       | 51° 45' 36" NB, 5° 9' 38" OL  | 0297/WN114 | Krukhuisboerderij                  |
|                                    |            |           | Maasdijk 76       | 51° 45' 36" NB, 5° 9' 27" OL  | 0297/WN115 | Upload foto                        |
| Boerderij                          | circa 1880 |           | Maasdijk 82       | 51° 45' 38" NB, 5° 9' 17" OL  | 0297/WN116 | Upload foto                        |
|                                    |            |           | Maasdijk 90       | 51° 45' 42" NB, 5° 9' 12" OL  | 0297/WN117 | Upload foto                        |
| Boerderij Hoeve Hazenberg          | circa 1880 |           | Molenstraat 16    | 51° 45' 54" NB, 5° 9' 58" OL  | 0297/WN118 | Upload foto                        |
| Boerderij                          | circa 1910 |           | Molenstraat 69    | 51° 45' 47" NB, 5° 9' 33" OL  | 0297/WN119 | Upload foto                        |

## Nieuwaal
De plaats Nieuwaal kent 12 gemeentelijke monumenten:
| Object          | Bouwjaar   | Architect | Locatie                 | Coördinaten                   | Nr.        | Afbeelding      |
| --------------- | ---------- | --------- | ----------------------- | ----------------------------- | ---------- | --------------- |
|                 |            |           | Jacob Ekelmansstraat 11 | 51° 48' 32" NB, 5° 10' 45" OL | 0297/WN120 |                 |
| Woonhuis        | 1862       |           | Kerkstraat 1            | 51° 48' 45" NB, 5° 10' 53" OL | 0297/WN121 | Woonhuis        |
|                 |            |           | Kerkstraat 5            | 51° 48' 43" NB, 5° 10' 52" OL | 0297/WN122 |                 |
| Woonhuis        | circa 1930 |           | Kerkstraat 10           | 51° 48' 40" NB, 5° 10' 50" OL | 0297/WN123 | Woonhuis        |
| Boerderij       | circa 1920 |           | Kerkstraat 20           | 51° 48' 39" NB, 5° 10' 44" OL | 0297/WN124 | Boerderij       |
| Boerderij       | 1935       |           | Kerkstraat 23           | 51° 48' 36" NB, 5° 10' 44" OL | 0297/WN125 | Upload foto     |
| Hooiberg        | circa 1860 |           | Kerkstraat bij 23       | 51° 48' 36" NB, 5° 10' 44" OL | 0297/WN126 | Upload foto     |
|                 |            |           | Kerkstraat 28           | 51° 48' 35" NB, 5° 10' 27" OL | 0297/WN127 |                 |
| Woonhuis        | 1879       |           | Waalbandijk 11          | 51° 48' 46" NB, 5° 10' 60" OL | 0297/WN128 | Woonhuis        |
| Winkel;Woonhuis | circa 1930 |           | Waalbandijk 19          | 51° 48' 45" NB, 5° 10' 52" OL | 0297/WN129 | Winkel;Woonhuis |
|                 |            |           | Waalbandijk 21-21a      | 51° 48' 44" NB, 5° 10' 47" OL | 0297/WN130 |                 |
| Schuur          | circa 1850 |           | Waalbandijk bij 23      | 51° 48' 43" NB, 5° 10' 45" OL | 0297/WN131 | Schuur          |

## Poederoijen
De plaats Poederoijen kent 16 gemeentelijke monumenten:
| Object                         | Bouwjaar        | Architect  | Locatie         | Coördinaten                  | Nr.        | Afbeelding            |
| ------------------------------ | --------------- | ---------- | --------------- | ---------------------------- | ---------- | --------------------- |
| Voormalige pastorie            | 1876            |            | Maasdijk 13     | 51° 47' 8" NB, 5° 4' 57" OL  | 0297/WN132 | Voormalige pastorie   |
| Boerderij                      | circa 1900      |            | Maasdijk 15     | 51° 47' 8" NB, 5° 4' 56" OL  | 0297/WN133 | Boerderij             |
| Pakhuis                        | circa 1910      |            | Maasdijk 17a    | 51° 47' 7" NB, 5° 4' 54" OL  | 0297/WN134 | Pakhuis               |
| Vm. hooischuur bij 34          |                 |            | Maasdijk 32a    | 51° 47' 10" NB, 5° 5' 3" OL  | 0297/WN135 | Vm. hooischuur bij 34 |
| Boerderij                      | circa 1870      |            | Maasdijk 34     | 51° 47' 9" NB, 5° 4' 58" OL  | 0297/WN136 | Meer afbeeldingen     |
| Boerderij                      | 1897            |            | Maasdijk 36-36e | 51° 47' 8" NB, 5° 4' 55" OL  | 0297/WN137 | Boerderij             |
| Boerderij                      | circa 1850      |            | Maasdijk 38     | 51° 47' 8" NB, 5° 4' 53" OL  | 0297/WN138 | Boerderij             |
| Hallenhuisboerderijen          | circa 1850      |            | Maasdijk 44-44a | 51° 47' 7" NB, 5° 4' 49" OL  | 0297/WN139 | Hallenhuisboerderijen |
| Woonhuis                       | circa 1920/1930 | A. Tankens | Maasdijk 52     | 51° 47' 5" NB, 5° 4' 44" OL  | 0297/WN140 | Woonhuis              |
| Christelijk Gereformeerde Kerk | circa 1850      |            | Maasdijk 62     | 51° 46' 58" NB, 5° 4' 25" OL | 0297/WN141 | Meer afbeeldingen     |
| Boerderij De Korenhof          | circa 1830      |            | Maasdijk 71     | 51° 47' 3" NB, 5° 4' 17" OL  | 0297/WN142 | Boerderij De Korenhof |
|                                |                 |            | Maasdijk 74     | 51° 47' 4" NB, 5° 4' 17" OL  | 0297/WN143 |                       |
| Woonhuis                       | circa 1930      |            | Maasdijk 79     | 51° 47' 6" NB, 5° 4' 13" OL  | 0297/WN144 | Woonhuis              |
| Woonhuis                       | circa 1850      |            | Maasdijk 85     | 51° 47' 42" NB, 5° 3' 16" OL | 0297/WN145 | Woonhuis              |
|                                |                 |            | Maasdijk 92     | 51° 47' 33" NB, 5° 3' 22" OL | 0297/WN146 |                       |
| Woonhuis                       | circa 1850      |            | Maasdijk 98     | 51° 47' 38" NB, 5° 3' 18" OL | 0297/WN147 | Woonhuis              |

## Zaltbommel
De plaats Zaltbommel kent 105 gemeentelijke monumenten; Zie de Lijst van gemeentelijke monumenten in Zaltbommel (plaats)

## Zuilichem
De plaats Zuilichem kent 16 gemeentelijke monumenten:
| Object                              | Bouwjaar   | Architect          | Locatie        | Coördinaten                  | Nr.        | Afbeelding                          |
| ----------------------------------- | ---------- | ------------------ | -------------- | ---------------------------- | ---------- | ----------------------------------- |
| Hallenhuisboerderij                 | 1922       | Verkuil, W.T.      | Molenstraat 26 | 51° 48' 29" NB, 5° 7' 56" OL | 0297/WN252 | Hallenhuisboerderij                 |
| Woonhuis                            | 1931       | Dalen, F. van      | Nieuwstraat 4  | 51° 48' 37" NB, 5° 8' 21" OL | 0297/WN253 | Woonhuis                            |
| Woonhuis                            | 1933       | Willegen, J.G. van | Nieuwstraat 6  | 51° 48' 35" NB, 5° 8' 21" OL | 0297/WN254 | Woonhuis                            |
| Woonhuis                            | 1930       | Tankens, A.        | Nieuwstraat 18 | 51° 48' 30" NB, 5° 8' 21" OL | 0297/WN255 | Woonhuis                            |
|                                     |            |                    | Vleugeldijk 7  | 51° 47' 54" NB, 5° 6' 46" OL | 0297/WN256 | Upload foto                         |
|                                     |            |                    | Vleugeldijk 8  | 51° 47' 54" NB, 5° 6' 46" OL | 0297/WN257 | Upload foto                         |
|                                     |            |                    | Waaldijk 32    | 51° 48' 37" NB, 5° 7' 60" OL | 0297/WN258 |                                     |
|                                     |            |                    | Waaldijk 34    | 51° 48' 36" NB, 5° 7' 58" OL | 0297/WN259 |                                     |
| Woonhuis                            | circa 1930 |                    | Waaldijk 47    | 51° 48' 38" NB, 5° 8' 30" OL | 0297/WN260 | Woonhuis                            |
| Resten kasteel Zuilichem            |            |                    | Waaldijk 61    | 51° 48' 42" NB, 5° 8' 18" OL | 0297/WN261 | Resten kasteel Zuilichem            |
| Boerderij De Heerlijkheid Zuylichem | 1890       |                    | Waaldijk 63    | 51° 48' 42" NB, 5° 8' 15" OL | 0297/WN262 | Boerderij De Heerlijkheid Zuylichem |
| Woonhuis                            | 1870       |                    | Waaldijk 67    | 51° 48' 41" NB, 5° 8' 9" OL  | 0297/WN263 | Woonhuis                            |
| Woning                              | circa 1870 |                    | Waaldijk 73    | 51° 48' 41" NB, 5° 8' 7" OL  | 0297/WN264 | Woning                              |
| Boerderij                           | circa 1850 |                    | Waaldijk 85    | 51° 48' 37" NB, 5° 8' 2" OL  | 0297/WN265 | Boerderij                           |
| Boerderij                           | circa 1840 |                    | Waaldijk 103   | 51° 48' 31" NB, 5° 7' 47" OL | 0297/WN266 | Upload foto                         |
| Woning                              | circa 1880 |                    | Zijlstraat 16  | 51° 48' 16" NB, 5° 8' 14" OL | 0297/WN267 | Woning                              |

Aalten · 
Apeldoorn · 
Arnhem · 
Barneveld · 
Berkelland · 
Beuningen · 
Bronckhorst · 
Brummen · 
Buren · 
Culemborg · 
Doesburg · 
Doetinchem · 
Druten · 
Duiven · 
Ede · 
Elburg · 
Epe · 
Ermelo · 
Groesbeek · 
Harderwijk · 
Hattem · 
Heerde · 
Heumen · 
Lingewaard · 
Lochem · 
Maasdriel · 
Montferland · 
Neder-Betuwe · 
Nijkerk · 
Nijmegen · 
Nunspeet · 
Oldebroek · 
Oost Gelre · 
Oude IJsselstreek · 
Overbetuwe · 
Putten · 
Renkum · 
Rheden · 
Rozendaal · 
Scherpenzeel · 
Tiel · 
Ubbergen · 
Voorst · 
Wageningen · 
West Betuwe · 
West Maas en Waal · 
Westervoort · 
Wijchen · 
Winterswijk · 
Zaltbommel · 
Zevenaar · 
Zutphen